# Ritchiea youngii
Ritchiea youngii är en kaprisväxtart som beskrevs av Arthur Wallis Exell. Ritchiea youngii ingår i släktet Ritchiea och familjen kaprisväxter. Inga underarter finns listade i Catalogue of Life.